# Tusitala unica
Tusitala unica är en spindelart som beskrevs av Wesolowska, Russel-Smith 2000. Tusitala unica ingår i släktet Tusitala och familjen hoppspindlar. Inga underarter finns listade i Catalogue of Life.